# Mucsi
Mucsi (dt.: Mutsching) liegt im Süden Ungarns im Komitat Tolna zwischen Donau, Drau und Plattensee. 
Heute zählt der Ort 453 Einwohner (Stand 2011).

## Sehenswürdigkeiten
- Reformierte Kirche Mucsi Szórvány imaháza
- Römisch-katholische Kirche Szent István király templom, erbaut 1783
- Römisch-katholische Kirche Szűz Mária kápolna, erbaut 1883